# 米斯克县
米斯克县（西班牙語：Provincia de Mizque），是玻利維亞的县份，位於該國中部，屬於科恰班巴省的一部分，县府設於米斯克，面積2,730平方公里，2001年人口36,181，人口密度每平方公里13.3人。